# Cautio Criminalis

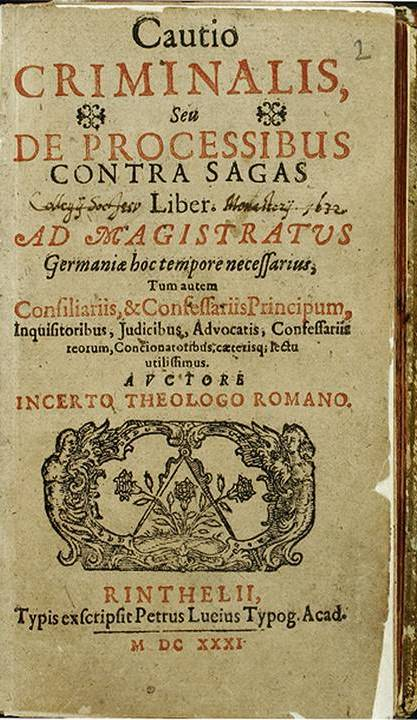
Cautio Criminalis, Rinteln 1631.
Angeblich von einem unbekannten römisch[-katholisch]en Theologen.

Cautio criminalis seu de processibus contra sagas liber (deutsch Cautio criminalis oder rechtliches Bedenken wegen der Hexenprozesse, wörtlich Rechtlicher Vorbehalt oder Buch über die Prozesse gegen Hexen) ist ein in Latein verfasstes Werk des katholischen Dichters und Jesuiten Friedrich Spee. Mit dem Werk trat er der Praxis der Hexenprozesse entgegen und trug damit entscheidend zum Ende des Hexenwahns in Deutschland bei. Das Buch wurde 1631 in der Universitätsdruckerei von Petrus Lucius in Rinteln an der Weser gedruckt und erschien zunächst anonym.  Eine zweite von Spee neu bearbeitete Ausgabe erschien im Jahre 1632; sie verschärfte deutlich die Argumentation gegenüber der ersten. 1647 übersetzte Johann Seifert, ein protestantischer Feldprediger im Dienste General Königsmarcks, in Verden die „Cautio Criminalis“ ins Deutsche und widmete das Buch der Königin Christina von Schweden. Dadurch wurde Königin Christina auf die Bemühungen von Hexenverfolgungen des Superintendenten Heinrich Rimphoff aufmerksam und gebot ihm Einhalt.

## Überblick

### Einige Veröffentlichungen zu demselben Thema
1487 war der Hexenhammer (Malleus maleficarum) von Heinrich Kramer (latinisiert Institoris) erschienen. Dieses Buch war zwar nicht der Auslöser für die Verfolgung angeblicher Hexen, es bewirkte aber eine enorme Verschärfung. Andererseits hatte es seit dem Erscheinen des „Hexenhammers“ auch gegen Hexenverfolgung und Folter gerichtete Stimmen gegeben. Hierzu gehörten die Schrift „Von Zauberey und Zauberern gründlicher Bericht“ des reformierten Theologen Anton Praetorius aus dem Jahr 1598 und „Christliche Erinnerung [...] das abscheuwliche Laster der Hexerey“ des lutherischen Theologen Johann Matthäus Meyfart von 1635.

### Situation
Die Hexenverfolgungen der frühen Neuzeit erreichten ihren Höhepunkt im frühen 17. Jahrhundert. Die Prozesse basierten hauptsächlich auf durch Folter erpressten Geständnissen. Wahrscheinlich starben mehrere zehntausend Menschen aufgrund von derartigen Verurteilungen.
In dieser Zeit wandte sich Spees Schrift gegen die Praxis der Hexenprozesse. Schon die Bezeichnung cautio (Vorbehalt) konnte den Verfasser – sowie Drucker und Verleger – in Verdacht bringen, Hexen in Schutz zu nehmen und so die Partei des Satans zu stärken. Spee ließ seine Schrift daher anonym erscheinen. Er stellte nicht in Frage, dass Menschen mit Teufels Hilfe zauberische Fähigkeiten haben könnten. Aber um solche Hexen und Hexenmeister im Einzelfall zu erkennen, seien die in Hexenprozessen angewandten Verfahren nicht tauglich. Mit den körperlichen Qualen der Folter könne man jeden Menschen zu jedem beliebigen Geständnis zwingen. Er polemisierte rhetorisch mit dem Gedankenexperiment, man möge ihm irgendein wie auch immer monströs geartetes, fiktives Verbrechen nennen, dazu eine willkürlich des Verbrechens beschuldigte Person, und mit Hilfe der Folter werde er immer die Schuld beweisen können, andernfalls solle man ihn selbst auf dem Scheiterhaufen verbrennen.

### Argumente
Die Cautio criminalis verbindet scharfsinnige Argumentation mit geschickter Rhetorik. Spee argumentiert gegen die Folter und verlangt ihre Abschaffung wie folgt:
27. Ist die Folter ein geeignetes Mittel zur Enthüllung der Wahrheit?
Bei der Folter ist alles voll von Unsicherheit und Dunkel [...]; ein Unschuldiger muß für ein unsicheres Verbrechen die sichersten Qualen erdulden.
28. Welches sind die Beweise derer, die sofort die auf der Folter erpressten Geständnisse für wahr halten?
Auf diese Geständnisse haben alle Gelehrten fast ihre ganze Hexenlehre gegründet, und die Welt hat’s ihnen, wie es scheint, geglaubt. Die Gewalt der Schmerzen erzwingt alles, auch das, was man für Sünde hält, wie lügen und andere in üblen Ruf bringen. Die dann einmal angefangen haben, auf der Folter gegen sich auszusagen, geben später nach der Folter alles zu, was man von ihnen verlangt, damit sie nicht der Unbeständigkeit geziehen werden. [...] Und die Kriminalrichter glauben dann diese Possen und bestärken sich in ihrem Tun. Ich aber verlache diese Einfältigkeit. [...]
29: Muss die so gefährliche Folter abgeschafft werden?
Ich antworte: entweder ist die Folter gänzlich abzuschaffen oder so umzugestalten, dass sie nicht mit moralischer Sicherheit Unschuldigen Gefahr bringt. [...] Man darf mit Menschenblut nicht spielen, und unsere Köpfe sind keine Bälle, die man nur so hin und her wirft. Wenn vor dem Gericht der Ewigkeit Rechenschaft für jedes müßige Wort abgelegt werden muss, wie steht’s dann mit der Verantwortung für das vergossene Menschenblut? [...]
(Zitiert nach Diel, Friedrich Spe, Freiburg 1901, S. 90–92)

## Film
Das ZDF produzierte und sendete im Jahr 1974 einen 96-minütigen Spielfilm Cautio Criminalis oder Der Hexenanwalt über entscheidende Kapitel im Leben Friedrich Spees nach einem Theaterstück Cautio criminalis oder die ausserordentliche Pilgerschaft des Friedrich Spee von Langenfeld von Wolfgang Lohmeyer.

### Textausgaben
- Friedrich von Spee: Cautio Criminalis, Seu De Processibus Contra Sagas Liber, Rinteln 1631. VD17 7:703659U, Faksimile

- Cautio criminalis seu de processibus contra sagas liber. Editio secunda. Johannes Gronaeus, Frankfurt 1632 (berichtigte Ausgabe „letzter Hand“) (Digitalisat der Bayerischen Staatsbibliothek)

- Friedrich von Spee: Cautio Criminalis oder rechtliches Bedenken wegen der Hexenprozesse. Dtv, München 2000, ISBN 3-423-30782-X
- Friedrich von Spee: Sämtliche Schriften. Historisch-kritische Ausgabe. Francke, Tübingen
- (Übersetzung) Johann Seifert: Gewissens-Buch: Von Processen Gegen die Hexen. An Hohe Obrigkeiten in Teudtschlandt auß nothtringenden motiven geschrieben … Anfang Ohne Nahmen in Lateinischer Spraach Außgangen, Jetzo In die Teudtsche Ubergesetzet, Durch Johan Sejferten von Ulm, derzeit Schwedischen Feld-Prediger. Köhler, Bremen 1647 (Digitalisat der Bayerischen Staatsbibliothek München)

### Sekundärliteratur
in der Reihenfolge des Erscheinens
- J. B. M. Diel SJ [= Johannes Baptista Diel 1843–1876]: Friedrich von Spee. Eine biographische und literarhistorische Skizze. Herder, Freiburg im Breisgau 1872 (Sammlung historischer Bildnisse, Bd. 9). books.google
  - Johannes Diel: Friedrich Spe. 2. umgearbeitete Auflage von Bernhard Duhr. Herder, Freiburg im Breisgau 1901.
- Hugo Josephus Jacobus Zwetsloot S.J.: Friedrich Spee und die Hexenprozesse. Die Stellung und Bedeutung der Cautio Criminalis in der Geschichte der Hexenverfolgung. Paulinus Verlag, Trier 1954.
- Walter Nigg: Friedrich von Spee. Ein Jesuit kämpft gegen den Hexenwahn. Bonifatius Druck und Verlag, Paderborn, 2. Aufl. 1991, ISBN 3-87088-654-4.
- Italo Michele Battafarano: Spees Cautio Criminalis. Kritik der Hexenprozesse und ihre Rezeption. Università degli Studi di Trento, Facoltà di Lettere, Trento 1993 (Ricerche di Germanistica, Bd. 6).
- Christian Feldmann: Friedrich Spee. Hexenanwalt und Prophet. Herder, Freiburg im Breisgau 1993, ISBN 3-451-22854-8.
- Helmut Weber, Gunther Franz: Friedrich Spee (1591–1635). Leben und Werk und sein Andenken in Trier. Friedrich-Spee-Gesellschaft, Trier 1996, ISBN 3-87760-084-0.
- Rainer Decker: Die Cautio Criminalis und die Hexenprozeß-Ordnung der römischen Inquisition im Vergleich. In: Spee-Jahrbuch 3 (1996) S. 89-100.
- Rainer Decker: Spee und Tanner aus der Sicht eines römischen Kardinal-Inquisitors. In: Spee-Jahrbuch 6 (1999) S. 45-52.
- Bernhard Schneider: Im Dienst der Gerechtigkeit – Friedrich Spees Antwort auf die Hexenprozesse. In: Geist und Leben, Jg. 79 (2006), S. 249–260.
- Frank Sobiech: Jesuit Prison Ministry in the Witch Trials of the Holy Roman Empire. Friedrich Spee SJ and his Cautio Criminalis (1631). (= Bibliotheca Instituti Historici Societatis Iesu, Band 80). Institutum Historicum Societatis Iesu, Rom 2019, ISBN 978-88-7041-380-9.